# ऒ
Cette page contient des caractères spéciaux ou non latins. S’ils s’affichent mal (▯, ?, etc.), consultez la page d’aide Unicode.
ऒ, transcrit ŏ et appelé o bref, est une voyelle de l’alphasyllabaire devanagari.

## Représentations informatiques
Ses Unicode sont :
| formes       | représentations | chaînes de caractères | points de code | descriptions                          |
| ------------ | --------------- | --------------------- | -------------- | ------------------------------------- |
| indépendante | ऒ               | ऒ                     | U+0912         | lettre devanagari o bref              |
| dépendante   | ॊ                | ◌ॊ                     | U+094A         | diacritique voyelle devanagari o bref |